# Pivot
La posició de pivot (en anglès center), també denominada posició de 5, és una de les cinc posicions d'un equip a una pista de bàsquet. Els pivots són els jugadors més alts de l'equip i els més forts físicament. Normalment, el pivot juga en posicions properes a l'anella, i utilitza l'alçada i la seva potència per rebotejar i per intimidar en defensa.
El lloc de pivot és potser el que més ha evolucionat al llarg de la història. Si bé en origen eren gent alta i corpulenta, però amb clares deficiències tècniques que pal·liaven parcialment amb la seva gran envergadura, com per exemple Fernando Romay a Europa o Manute Bol a l'NBA, en l'actualitat es tendeix més a l'esportista complet, amb bon domini de pilota, i que de vegades pugui jugar més allunyat de la cistella, com els casos de Shaquille O'Neal, amb una gran envergadura però amb un bon domini de la pilota, o Pau Gasol, que sense ser un 5 nat, la seva alçada (2,15 metres) li permet jugar en posicions properes al cèrcol.

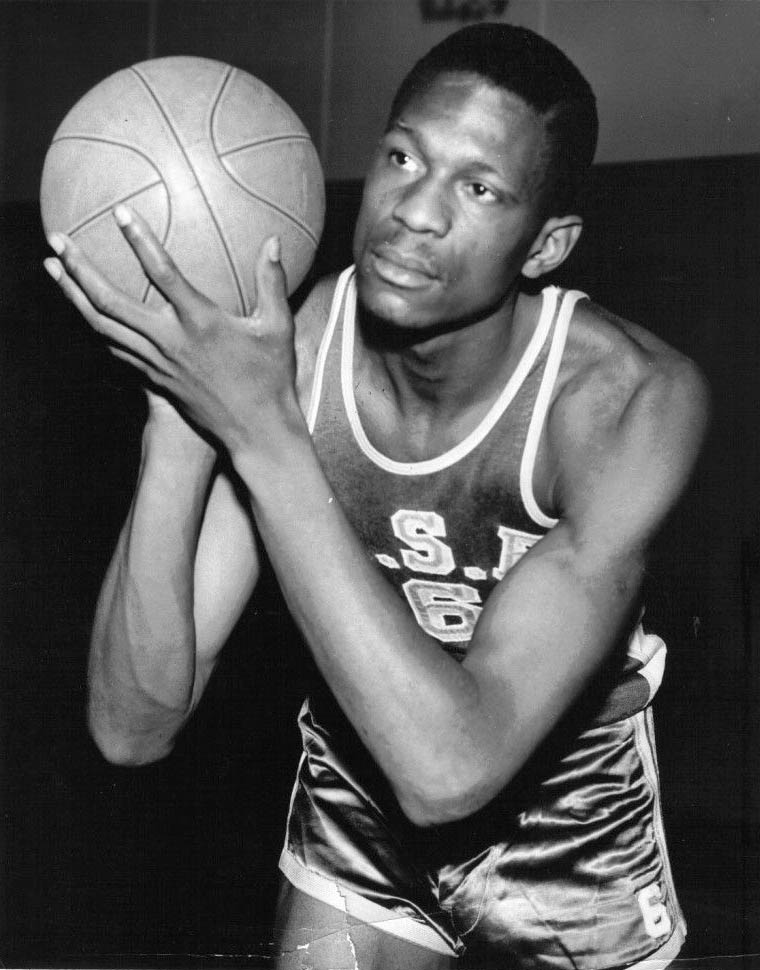
Bill Russell és considerat el millor jugador defensiu de la història.

Pívots escollits a la llista dels 50 millors jugadors de la història de l'NBA:
- Kareem Abdul-Jabbar (Los Angeles Lakers).
- Wilt Chamberlain (Los Angeles Lakers).
- Patrick Ewing (New York Knicks).
- Jerry Lucas (Cincinnati Royals).
- Moses Malone (Houston Rockets).
- George Mikan (Minneapolis Lakers).
- Hakeem Olajuwon (Houston Rockets).
- Shaquille O'Neal (Los Angeles Lakers).
- Robert Parish (Boston Celtics).
- Willis Reed (New York Knicks).
- David Robinson (San Antonio Spurs).
- Bill Russell (Boston Celtics).
- Wes Unseld (Washington Bullets).
- Bill Walton (San Diego Clippers).

*Entre parèntesis, l'equip on cada jugador desenvolupà la major part de la seva carrera.